# (430) Hybris
(430) Hybris – planetoida z pasa głównego asteroid okrążająca Słońce w ciągu 4 lat i 292 dni w średniej odległości 2,84 j.a. Została odkryta 18 grudnia 1897 roku w Observatoire de Nice w Nicei przez Auguste Charloisa. Nazwa planetoidy pochodzi od Hybris, bogini pychy i zuchwałości w mitologii greckiej. Przed nadaniem nazwy planetoida nosiła oznaczenie tymczasowe (430) 1897 DM.